# Mycoplasma orale
Mycoplasma orale è una specie di batterio appartenente alla famiglia delle Mycoplasmataceae.